# André Vitalis
Pour les articles homonymes, voir Vitalis.
André Vitalis, né sur le Larzac à La Cavalerie le 20 mars 1943, est un universitaire français, professeur à l’université Bordeaux-Montaigne, où il a dirigé, de 1996 à 2005, le Centre d’études des médias et la formation doctorale en sciences de l’information et de la communication.

## Parcours
André Vitalis est diplômé de  Sciences Po Paris, titulaire d’un doctorat d’État en science politique et d’une habilitation à diriger des recherches en sciences de l’information et de la communication.
Avant de rejoindre Bordeaux, il a enseigné à l’Université de Nantes (1973-1990) et à l'université Rennes II (1991-1993). Invité par l’Université du Québec à Montréal pendant l’année universitaire 1987-1988, il a effectué par la suite de nombreuses missions d’enseignement en Afrique, au Proche-Orient, en Chine et en Russie.

## Thématiques de recherche
Ses travaux de recherche concernent la problématique « informatique et libertés » et les enjeux socio-politiques des médias. Il a notamment consacré plusieurs ouvrages, ainsi que de nombreux articles et communications internationales, à l’étude de l’informatique comme une technologie de surveillance dont une démocratie doit contrôler les usages.
Son approche socio-politique des médias les considère, de façon innovante pour l'époque, comme le résultat du croisement de plusieurs logiques : une logique technique, qui définit le champ des possibles ; une logique économique, qui détermine le champ des utilisations rentables ; et une logique sociale, qui détermine la position particulière du consommateur, avec ses besoins et ses désirs.

### Informatique et Libertés
Son ouvrage Informatique, pouvoir et libertés, publié en 1981 et préfacé par Jacques Ellul, constitue la première étude universitaire sur la globalité des enjeux de l’informatisation de la société en termes de libertés,. Y est longuement analysé le système SAFARI (système automatisé pour les fichiers administratifs et le répertoire des individus) qui est à l’origine de la prise de conscience, en France, des dangers du fichage informatique. 
Il a été consultant auprès de la Commission nationale de l’informatique et des libertés (CNIL) de 1987 à 1994, à une époque où cette institution avait un véritable pouvoir de décision. En 1988, à l’occasion du 10e anniversaire de la CNIL, il publie une étude de synthèse des travaux de celle-ci. Poursuivant ses travaux dans un cadre international, il contribue en 2005 à un rapport sur l’histoire de la protection des données à caractère personnel en France, dans le cadre d'une recherche concernant sept pays, financée par la NSF.
De façon plus spécifique, il s'intéresse aux menaces inhérentes à plusieurs technologies informatiques émergentes, et notamment la vidéosurveillance,
,
.
En 2000, il présente les menaces liberticides de la vidéosurveillance dans un exposé introductif à la 22e Conférence mondiale des commissaires à la protection des données, tenue à Venise, où il intervient aux côtés d'Umberto Eco. Il étudie également les risques de la biométrie, notamment celle basée sur la génétique.
Son ouvrage Le profilage des populations, co-écrit en 2014 avec Armand Mattelart, décrit l'état des libertés dans le contexte des sociétés post-disciplinaires et la captation massive des données à caractère personnel par des monopoles privés à l’échelle mondiale. Cet ouvrage a fait l'objet de critiques très positives dans plusieurs médias de grande audience,,.
Il est membre fondateur du CREIS (Centre de recherche et d'enseignement informatique et société) qui, depuis le début des années 1980, rassemble les enseignants-chercheurs qui travaillent sur ce thème.
Il assure également la présidence du CECIL (Centre d’études sur la citoyenneté, l’informatisation et les libertés) depuis sa création, en 2007. Parrainée par des personnalités de premier plan dans la défense des droits de l’homme, tels Louis Joinet, Stefano Rodotà, Spiros Simitis et Simon Davies, le CECIL a notamment édité, avec la Ligue des droits de l’homme, un Guide de survie des aventuriers d’Internet.

### Enjeux socio-politiques des médias
Lors de l’apparition de la télématique au début des années 1980, il effectue les premières analyses sur l’implantation de ce nouveau système de communication dans des municipalités innovantes, en s’intéressant au jeu des acteurs locaux et au modèle de communication proposé.
Par la suite, il propose une nouvelle approche des usages des techniques de communication, en rupture avec les approches alors dominantes qui déniaient tout pouvoir à l’usager ou au contraire lui en attribuaient trop. Définis comme le résultat  de l’interaction entre plusieurs logiques techniques, économiques et sociales, les usages, dans un contexte de surabondance de médias et de nouvelles technologies, contribuent à une transformation de l’espace et du débat publics.
Ses recherches prennent, au cours de la décennie suivante, deux directions principales. Une première, encore insuffisamment explorée, concerne les temporalités médiatiques. Les médias participent  à l’avènement d’un régime de temps particulier centré sur un présent détaché du passé et de l’avenir,.
De plus en plus chronophages, ils sont en concurrence avec d’autres temporalités de la vie quotidienne, qu’ils rythment selon des modalités différentes en fonction de la classe d’âge. L'usage systématique des techniques de communication, y compris dans un but de manipulation, l'amène à s'interroger sur la protection des personnes face à elles.
La seconde direction, qui a pris aujourd’hui une importance croissante, a trait aux mutations apportées par les techniques numériques, et spécialement Internet, par rapport à la citoyenneté. Au moment de la marée noire de l’Erika en 1999/2000, Internet s’est révélé comme un puissant outil d’expression et de mobilisation citoyennes. Malheureusement, des études ponctuelles concernant le travail ou les mondes de la justice et de l’action sociale montrent que les techniques numériques sont loin d’avoir toujours des effets positifs. Seule une vue d’ensemble de la transition numérique peut permettre de prendre la mesure de ses enjeux socio-politiques et, notamment, avec la domination de monopoles privés à l’échelle mondiale, des risques d’une nouvelle forme de féodalisme.
André Vitalis est co-directeur de la collection Médias et nouvelles technologies aux Éditions APOGEE, diffusées par les  PUF. Il a dirigé et fait soutenir 25 thèses de doctorat en sciences de l'information et de la communication.

## Ouvrages
- L’incertaine révolution numérique, ISTE Editions, juin 2016, 153 mm x 229 mm, 118 p.  (ISBN 978-1-78-405155-6) ; voir . Traduit en anglais : The Uncertain Digital Revolution, ISTE Ltd /  Wiley, septembre 2016, 155 mm x 224 mm, 118 p.,  (ISBN 978-1-78-630086-7) ; voir
- Le profilage des populations. Du livret ouvrier au cybercontrôle, avec Armand Mattelart,  Éditions La Découverte, janvier 2014, 137 mm x 221 mm, 223 p.  (ISBN 978-2-70-717631-8). Traduit en espagnol : De Orwell al cibercontrol (traduit par Juan Carlos Miguel de Bustos), GEDISA, janvier 2015, 153 mm x 225 mm, 232 p.,  (ISBN 978-8-49-784884-8) ; voir
- Medios de comunicación e identidad. Estudio comparativo Aquitania y Andalucía, dir. avec Juan Antonio Garcia Galindo, Ediciones ALFAR, 2015,  150 p.,  (ISBN 978-8-47-898609-5) ; voir . Ouvrage issu d'un rapport de recherche éponyme disponible sur HALSHS
- La vie privée à l’heure des médias, dir. avec Patrick Baudry et Claude Sorbets, coll. Labyrinthes,  Presses universitaires de Bordeaux, 2002, 197 p.,  (ISBN 978-2-86-781294-1) ; voir
- Médias, temporalités et démocratie, dir. avec Bernard Castagna, Michaël Palmer et Jean-François Tétu, Éditions Apogée, 2000, 155 mm x 230 mm, 160 p.,  (ISBN 2-84-398072-0) ; voir
- Vers une citoyenneté simulée. Médias, réseaux et mondialisation, dir. avec Serge Proulx, Éd. Apogée, juin 1999, 155 mm x 230 mm, 272 p.,  (ISBN 978-2-84-398027-5) ; voir
- Médias et nouvelles technologies : pour une socio-politique des usages, dir., Éd. Apogée, 1994, 155 mm x 230 mm, 160 p.,  (ISBN 978-2-90-927541-3) ; voir
- L’ordinateur et après: 16 thématiques sur l'informatisation de la société, avec Carrier, Hoffsaes, Blanchet, Assié, Hudon, Ed. Gaëtan Morin/Eska, 1989, 302 p.,  (ISBN 978-2-89-105299-3).
- Dix ans d’informatique et libertés, avec F. Paoletti et H. Delahaie, préface de Jacques Fauvet, Economica, 1988, 256 p.,  (ISBN 978-2-71-781411-8)
- Informatique, pouvoir et libertés, préface de Jacques Ellul, Economica, 1981 et 1988 (2e édition), 154 mm x 239 mm, 218 p.,  (ISBN 978-2-71-781459-0) (également disponible au format numérique) ; voir